# Bretagne (Indre)
Bretagne – miejscowość i gmina we Francji, w Regionie Centralnym, w departamencie Indre.
Według danych na rok 1990 gminę zamieszkiwało 95 osób, a gęstość zaludnienia wynosiła 5 osób/km² (wśród 1842 gmin Regionu Centralnego Bretagne plasuje się na 1036. miejscu pod względem liczby ludności, natomiast pod względem powierzchni na miejscu 694.).